# Paul Heigel
Paul Heigel (* 16. März 1640 in Nürnberg; † 18. September 1690 in Helmstedt) war ein deutscher Mathematiker und evangelischer Theologe.

## Leben
Heigel stammte aus einem alten adligen Geschlecht, das im 13. Jahrhundert im Nordgau entstand und, über Polockowitz in Schlesien kommend, nach Franken einwanderte. Sein Vater war der fürstlich pfälzisch-sulzbachische Rat und Lehendirektor Paul Heigel, seine Mutter Anna Maria Koch stammte aus Schwaben. Nachdem er die Schulen in Nürnberg, unter anderem bei Johann Michael Dilherr (1604–1669), besucht hatte, begann er 1656 ein Studium an der Universität Jena. Hier besuchte er die Vorlesungen von Paul Slevogt, Johann Zeisold (1599–1667), Johann Frischmuth und besonders Mathematik bei Erhard Weigel. 1658 erwarb er den akademischen Grad eines Magisters der Philosophie und absolvierte danach theologische Studien. Am 4. Oktober 1660 wechselte er an die Universität Helmstedt, wo er zwölf Jahre lang im Haus von Gerhard Titius (1620–1681) untergebracht war, der ihn während seiner Studienzeit förderte.
Während dieser Zeit hatte er sich auch am Vorlesungsbetrieb der Hochschule beteiligt und sich besonders durch seine Vorlesungen zur Mathematik und Geographie ausgezeichnet. Daher wurde er 1666 von der Braunschweiger Regierung zum Professor der Mathematik an der Universität Helmstedt ernannt und verwaltete diese, mit der später erhaltenen Professur der höheren Mathematik, bis zu seinem Lebensende. Mehrfach übernahm er das Amt des Dekans. 1673 wurde er außerordentlicher Professor an der theologischen Fakultät und 1679 ordentlicher Professor der Theologie. Im gleichen Jahr 1679 wurde Heigel als Gutachter beim Harz-Windmühlenprojekt von Gottfried Wilhelm Leibniz eingesetzt. 1680 wurde er Generalinspekteur der Schulen und des Landes Wolfenbüttel, 1681 Propst des Jungfrauenklosters Marienberg und 1684 promovierte er zum Doktor der Theologie. Gesundheitlich eingeschränkt, verstarb er an einem Fieber.

## Familie
Aus seiner am 25. November in Helmstedt geschlossenen Ehe mit Catharina, der Tochter des braunschweigisch-lüneburgischen Hofgerichtsassessors Johann Wineke, sind zwei Töchter hervorgegangen:
- Maria Dorothea Heigel verh. 1690 mit dem Juristen Johann Werlhof
- Anna Katharina Heigel

## Werke
- Tract. De illuminatione. Helmstedt 1661
- Positiones mathematicas miscell.
- De miracul. 1677
- De adiaphoris. 1681
- De portis ueteris Jerusalem. 1681
- De ueritate religionis christianae et falsitate reliquarum. 1681
- De gratiae diuinae sufficient et abundantia. 1683
- Inaug. complectentem theses theologicas potissima fidei capita illustrantes. 1684
- De praesagiis mortis.
- De justitia.